# MD4
MD4 (Message Digest 4) — криптографическая хеш-функция, разработанная профессором Массачусетского университета Рональдом Ривестом в 1990 году, и впервые описанная в RFC 1186.
Для произвольного входного сообщения функция генерирует 128-разрядное хеш-значение, называемое дайджестом сообщения. Этот алгоритм используется в протоколе аутентификации MS-CHAP, разработанном корпорацией Майкрософт для выполнения процедур проверки подлинности удаленных рабочих станций Windows. Является предшественником MD5.

Одна операция MD4. Хеширование с MD4 состоит из 48 таких операций, сгруппированных в 3 раунда по 16 операций. F — нелинейная функция; в каждом раунде функция меняется. M_{i} означает 32-битный блок входного сообщения, а K_{i} — 32-битная константа, различная для каждой операции.

## Алгоритм MD4
Предполагается, что на вход подано сообщение, состоящее из {\displaystyle b} бит, хеш которого нам предстоит вычислить. Здесь {\displaystyle b} — произвольное неотрицательное целое число; оно может быть нулём, не обязано быть кратным восьми, и может быть сколь угодно большим. Запишем сообщение побитно, в виде:
```
  

  

    

      

        

          
m

          

            
0

          

        

        

          
m

          

            
1

          

        

        
…

        

          
m

          

            
b

            
−

            
1

          

        

      

    

    
{\displaystyle m_{0}m_{1}\ldots m_{b-1}}

  

```

Ниже приведены 5 шагов, используемые для вычисления хеша сообщения.

### Шаг 1. Добавление недостающих битов.
Сообщение расширяется так, чтобы его длина в битах по модулю 512 равнялась 448. Таким образом, в результате расширения, сообщению недостает 64 бита до длины, кратной 512 битам. Расширение производится всегда, даже если сообщение изначально имеет нужную длину.
Расширение производится следующим образом: один бит, равный 1, добавляется к сообщению, а затем добавляются биты, равные 0, до тех пор, пока длина сообщения не станет равной 448 по модулю 512. В итоге, к сообщению добавляется как минимум 1 бит, и как максимум 512.

### Шаг 2. Добавление длины сообщения.
64-битное представление {\displaystyle b} (длины сообщения перед добавлением набивочных битов) добавляется к результату предыдущего шага. В маловероятном случае, когда {\displaystyle b} больше, чем {\displaystyle 2^{64}}, используются только 64 младших бита. Эти биты добавляются в виде двух 32-битных слов, и первым добавляется слово, содержащее младшие разряды.
На этом этапе (после добавления битов и длины сообщения) мы получаем сообщение длиной, кратной 512 битам. Это эквивалентно тому, что это сообщение имеет длину, кратную 16-ти 32-битным словам. Пусть {\displaystyle M[0\ldots N-1]} означает массив слов получившегося сообщения (здесь {\displaystyle N} кратно 16).

### Шаг 3. Инициализация MD-буфера.
Для вычисления хеша сообщения используется буфер, состоящий из 4 слов (32-битных регистров): {\displaystyle (A,B,C,D)}. Эти регистры инициализируются следующими шестнадцатеричными числами (младшие байты сначала):
```
       word 

  

    

      

        
A

      

    

    
{\displaystyle A}

  

: 01 23 45 67
       word 

  

    

      

        
B

      

    

    
{\displaystyle B}

  

: 89 ab cd ef
       word 

  

    

      

        
C

      

    

    
{\displaystyle C}

  

: fe dc ba 98
       word 

  

    

      

        
D

      

    

    
{\displaystyle D}

  

: 76 54 32 10
```

### Шаг 4. Обработка сообщения блоками по 16 слов.
Для начала определим три вспомогательные функции, каждая из которых получает на вход три 32-битных слова, и по ним вычисляет одно 32-битное слово.
```
      

  

    

      

        
F

        
(

        
X

        
,

        
Y

        
,

        
Z

        
)

        
=

        
X

        
Y

        
∨

        
¬

        
X

        
Z

      

    

    
{\displaystyle F(X,Y,Z)=XY\lor \neg XZ}

  

      

  

    

      

        
G

        
(

        
X

        
,

        
Y

        
,

        
Z

        
)

        
=

        
X

        
Y

        
∨

        
X

        
Z

        
∨

        
Y

        
Z

      

    

    
{\displaystyle G(X,Y,Z)=XY\lor XZ\lor YZ}

  

     

  

    

      

        
H

        
(

        
X

        
,

        
Y

        
,

        
Z

        
)

        
=

        
X

        
⊕

        
Y

        
⊕

        
Z

      

    

    
{\displaystyle H(X,Y,Z)=X\oplus Y\oplus Z}

  

```

На каждую битовую позицию {\displaystyle F} действует как условное выражение: если {\displaystyle X}, то {\displaystyle Y}; иначе {\displaystyle Z}. Функция {\displaystyle F} могла бы быть определена с использованием {\displaystyle +} вместо {\displaystyle \lor }, поскольку {\displaystyle XY} и {\displaystyle \neg XZ} не могут равняться {\displaystyle 1} одновременно. {\displaystyle G} действует на каждую битовую позицию как функция максимального значения: если по крайней мере в двух словах из {\displaystyle X,Y,Z} соответствующие биты равны {\displaystyle 1}, то {\displaystyle G} выдаст {\displaystyle 1} в этом бите, а иначе {\displaystyle G} выдаст бит, равный {\displaystyle 0}. Интересно отметить, что если биты {\displaystyle X}, {\displaystyle Y} и {\displaystyle Z} статистически независимы, то биты {\displaystyle F(X,Y,Z)} и {\displaystyle G(X,Y,Z)} будут также статистически независимы. Функция {\displaystyle H} реализует побитовый {\displaystyle xor}, она обладает таким же свойством, как {\displaystyle F} и {\displaystyle G}.
Алгоритм хеширования на абстрактном языке программирования:
```
      
/* Обрабатываем каждый блок из 16-ти слов */

      
for
 
i
 
=
 
0
 
to
 
N
/
16-1
 
do

        
/* Заносим i-ый блок в переменную X */

        
for
 
j
 
=
 
0
 
to
 
15
 
do

          
set
 
X
[
j
]
 
to
 
M
[
i
*
16
+
j
].

        
end
 
/* конец цикла по j */

        
/* Сохраняем A как AA, B как BB, C как CC, и D как DD */

        
AA
 
=
 
A

        
BB
 
=
 
B

        
CC
 
=
 
C

        
DD
 
=
 
D

        
/* Раунд 1 */

        
/* Пусть [abcd k s] означает следующую операцию:

             a = (a + F(b,c,d) + X[k]) <<< s. */

        
/* Производим 16 следующих операций: */

        
[
ABCD
  
0
  
3
]
  
[
DABC
  
1
  
7
]
  
[
CDAB
  
2
 
11
]
  
[
BCDA
  
3
 
19
]

        
[
ABCD
  
4
  
3
]
  
[
DABC
  
5
  
7
]
  
[
CDAB
  
6
 
11
]
  
[
BCDA
  
7
 
19
]

        
[
ABCD
  
8
  
3
]
  
[
DABC
  
9
  
7
]
  
[
CDAB
 
10
 
11
]
  
[
BCDA
 
11
 
19
]

        
[
ABCD
 
12
  
3
]
  
[
DABC
 
13
  
7
]
  
[
CDAB
 
14
 
11
]
  
[
BCDA
 
15
 
19
]

        
/* Раунд 2 */

        
/* Пусть [abcd k s] означает следующую операцию:

             a = (a + G(b,c,d) + X[k] + 5A827999) <<< s. */

        
/* Производим 16 следующих операций: */

        
[
ABCD
  
0
  
3
]
  
[
DABC
  
4
  
5
]
  
[
CDAB
  
8
  
9
]
  
[
BCDA
 
12
 
13
]

        
[
ABCD
  
1
  
3
]
  
[
DABC
  
5
  
5
]
  
[
CDAB
  
9
  
9
]
  
[
BCDA
 
13
 
13
]

        
[
ABCD
  
2
  
3
]
  
[
DABC
  
6
  
5
]
  
[
CDAB
 
10
  
9
]
  
[
BCDA
 
14
 
13
]

        
[
ABCD
  
3
  
3
]
  
[
DABC
  
7
  
5
]
  
[
CDAB
 
11
  
9
]
  
[
BCDA
 
15
 
13
]

        
/* Раунд 3 */

        
/* Пусть [abcd k s] означает следующую операцию:

             a = (a + H(b,c,d) + X[k] + 6ED9EBA1) <<< s. */

        
/* Производим 16 следующих операций: */

        
[
ABCD
  
0
  
3
]
  
[
DABC
  
8
  
9
]
  
[
CDAB
  
4
 
11
]
  
[
BCDA
 
12
 
15
]

        
[
ABCD
  
2
  
3
]
  
[
DABC
 
10
  
9
]
  
[
CDAB
  
6
 
11
]
  
[
BCDA
 
14
 
15
]

        
[
ABCD
  
1
  
3
]
  
[
DABC
  
9
  
9
]
  
[
CDAB
  
5
 
11
]
  
[
BCDA
 
13
 
15
]

        
[
ABCD
  
3
  
3
]
  
[
DABC
 
11
  
9
]
  
[
CDAB
  
7
 
11
]
  
[
BCDA
 
15
 
15
]

        
/* Затем производим следующие операции сложения. (Увеличиваем значение в каждом регистре

           на величину, которую он имел перед началом итерации по i */

        
A
 
=
 
A
 
+
 
AA

        
B
 
=
 
B
 
+
 
BB

        
C
 
=
 
C
 
+
 
CC

        
D
 
=
 
D
 
+
 
DD

      
end
 
/* конец цикла по i */

```

Замечание. Величина 5A827999 — шестнадцатеричная 32-битная константа, первые байты — старшие. Она представляет собой квадратный корень из 2. Она же в восьмеричном представлении: 013240474631. Величина 6ED9EBA1 — шестнадцатеричная 32-битная константа, первые байты — старшие. Она представляет собой квадратный корень из 3. Она же в восьмеричном представлении: 015666365641. Эти данные приведены в книге Кнут, Искусство программирования, издание 1981 года, том 2, стр 660, таблица 2.

### Шаг 5. Формирование хеша.
Результат (хеш-функция) получается как ABCD. То есть, мы выписываем 128 бит, начиная с младшего бита A, и заканчивая старшим битом D.
Реализация алгоритма на языке C содержится в RFC 1320.

## Примеры хешей
128-битные MD4 хеши представляют собой 32-значное число в 16-ричном формате. В следующем примере показан хеш 43-байтной строки ASCII:
```
MD4("
The quick brown fox jumps over the lazy dog
") 
 = 1bee69a46ba811185c194762abaeae90
```

Любое даже самое незначительное изменение хешируемой информации приводит к получению полностью отличного хеша, например, изменение в примере одной буквы с d на c:
```
MD4("The quick brown fox jumps over the lazy 
c
og") 
 = b86e130ce7028da59e672d56ad0113df
```

Пример MD4 хеша для «нулевой» строки:
```
MD4("") = 31d6cfe0d16ae931b73c59d7e0c089c0
```

## Сравнение с MD5
- MD4 использует три цикла из 16 шагов каждый, в то время как MD5 использует четыре цикла из 16 шагов каждый.

- В MD4 дополнительная константа в первом цикле не применяется. Аналогичная дополнительная константа используется для каждого из шагов во втором цикле. Другая дополнительная константа используется для каждого из шагов в третьем цикле. В MD5 различные дополнительные константы, Т[i], применяются для каждого из 64 шагов.

- MD5 использует четыре элементарные логические функции, по одной на каждом цикле, по сравнению с тремя в MD4, по одной на каждом цикле.

- В MD5 на каждом шаге текущий результат складывается с результатом предыдущего шага. Например, результатом первого шага является измененное слово А. Результат второго шага хранится в D и образуется добавлением А к циклически сдвинутому влево на определенное число бит результату элементарной функции. Аналогично, результат третьего шага хранится в С и образуется добавлением D к циклически сдвинутому влево результату элементарной функции. MD4 это последнее сложение не включает.

## Безопасность
Уровень безопасности, закладывавшийся в MD4, был рассчитан на создание достаточно устойчивых гибридных систем электронной цифровой подписи, основанных на MD4 и криптосистеме с открытым ключом. Рональд Ривест считал, что алгоритм хеширования MD4 можно использовать и для систем, нуждающихся в сильной криптостойкости. Но в то же время он отмечал, что MD4 создавался прежде всего как очень быстрый алгоритм хеширования, поэтому он может быть плох в плане криптостойкости. Как показали последовавшие исследования, он был прав, и для приложений, где важна прежде всего криптостойкость, стал использоваться алгоритм MD5.

## Уязвимости
Уязвимости в MD4 были продемонстрированы в статье Берта ден Бура и Антона Босселарса в 1991 году. Первая коллизия была найдена Гансом Доббертином в 1996 году.

### Поиск коллизий
- Improved Collision Attack on MD4